# Diocèse de Vasai
Le diocèse de Vasai (anciennement Bassein) est une circonscription ecclésiastique de l’Église catholique en Inde. Une large communauté catholique existe au fort portugais de Bassein dès le XVIIe siècle. Elle dépend juridiquement de l’Archidiocèse de Goa jusqu’en 1886. Lorsque la crise du Padroado est terminée, elle est rattachée à l’archidiocèse de Bombay (1926) pour devenir diocèse autonome en 1998. Comptant 125000 catholiques sur 43 paroisses, le siège épicopal est actuellement occupé par Thomas D’Souza.

## Histoire
Une ancienne tradition rapporte que Barthélemy un des douze apôtres du Christ, aurait évangélisé la côte occidentale de l’Inde actuelle ('Aparanta') entre les ports (aujourd’hui disparus) de Sopara et Kalyan. Quelques marchands juifs y étaient installés. Aucune preuve archéologique ne permet de la confirmer.
Au VIe siècle une communauté chrétienne existe à Kalyan avec son clergé propre et un évêque qui juridiquement dépendait de l’Église de Perse.  

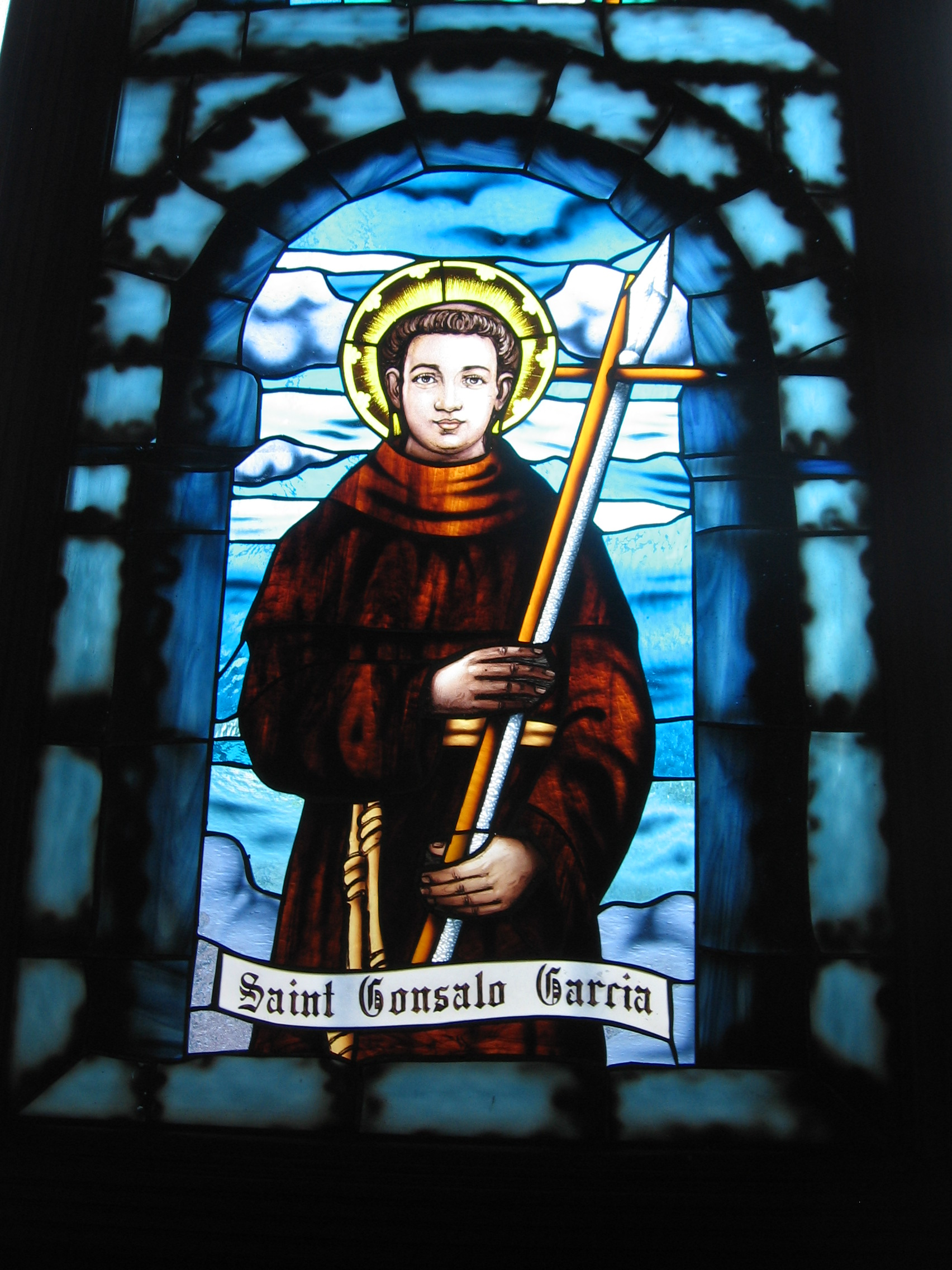
Saint Gonçalo Garcia, enfant de Vasai, martyr au Japon

Les marchands portugais commencent à visiter la région côtière à partir de 1509. Un comptoir commercial est installé en 1526 et sept ans plus tard, le 25 janvier 1533, Vasai est conquis par Nuno da Cunha. Bientôt un fort y est construit - le fort de Bassein -  qui abrite une colonie portugaise avec églises et couvents des ordres religieux importants : Franciscains, Augustiniens, Dominicains et, plus tard, les Jésuites. Le christianisme se développe rapidement et est florissant entre les années 1550 à 1650. Bassein est une base missionnaire pour toute l’Asie. Le franciscain Gonçalo Garcia, qui mourut martyr au Japon (1597), est originaire de Bassein. 
Au début du XVIIIe siècle Bassein passe Sous le contrôle de l’empire marathe. Cependant Chimaji Appa, frère du Peshwa Madhav Rao I, autorise  les chrétiens à pratiquer leur religion, avec l’aide de prêtres venus de Goa. 
Jusqu’en 1886 les communautés chrétiennes lusitano-indiennes de Bassein, Kalyan et des régions environnantes sont sous la juridiction de l’Archidiocèse de Goa. De 1886 à 1926 elles dépendant de l’Archidiocèse de Daman. Et lorsque la crise juridictionnelle causée par le refus du Portugal de renoncer au 'Padroado' est résolue, Bassein (Vasai) est rattaché à l’archidiocèse de Bombay (1926), qui a largement supplanté Bassein comme comptoir commercial sur la côte occidentale de l’Inde et est devenue une large métropole de l'empire des Indes.   
À partir de 1928 une importance plus grande est donnée à l’étude et la connaissance du Marathi. De nombreuses écoles marathies sont ouvertes par Joachim D'Lima archevêque de Bombay. Culturellement (langue marathe) et professionnellement (vivant de la pèche) Bassein (Vasai) apparait comme clairement distincte de la grande métropole Bombay. En 1986 lors de sa visite pastorale en Inde Jean-Paul II visite Vasai (9 février). Dès 1990 un évêque est nommé qui, tout en étant auxiliaire de l’archevêque de Bombay, réside à Vasai. Le 22 mai 1998, lorsque le nouveau diocèse de Vasai est créé, cet auxiliaire, Thomas Dabre, devient le premier évêque de Vasai.

## Évêques de Vasai
- 22 mai 1998 - 4 avril 2009: Thomas Dabre, transféré au diocèse de Pune
- 10 novembre 2009 - 6 juin 2024 : Felix Machado.
- depuis le 9 novembre 2024 : Thomas D’Souza.

## Personnalité
- Saint Gonçalo Garcia, un frère franciscain mort martyr au Japon (en 1597) est originaire de Bassein (Vasai).

## Source
- Annuario pontificio 2010, Città del Vaticano, Libreria editrice vaticana, 2010, p.777.